# Nguyễn Úy
Nguyễn Úy (1909–1942) là một nhà cách mạng Việt Nam.

## Hành trạng
Ông sinh vào năm Kỷ Dậu 1909, quê ở làng Đức Mộ, huyện Kim Bảng, tỉnh Hà Nam, trong một gia đình nông dân giàu có. Do điều kiện gia đình, từ nhỏ, ông được cho được theo học chữ Nho, sau đó lại theo Tây học, học ở trường làng, trường huyện. Lớn lên, ông làm nhà giáo dạy Tiểu học tại quê Đức Mộ.
Nửa cuối thập niên 1920, do ảnh hưởng của các xu hướng cách mạng chống Pháp, ông tham gia vào phong trào Việt Nam thanh niên cách mạng đồng chí hội của huyện Kim Bảng. Cho đến tháng 10 năm 1930, ông trở thành một trong những Đảng viên Cộng sản đầu tiên của Hà Nam, sinh hoạt trong chi bộ thứ hai - một chi bộ được thành lập bí mật ở chùa Đức Mộ với 3 đảng viên.
Với sự nhiệt tình năng nổ, ông chú ý tuyên truyền, vận động các tu sĩ chùa Đức Mộ cùng một số thanh niên tại địa phường, hình thành cơ sở hoạt động bí mật, trở thành các liên lạc viên và bảo vệ cho Xứ ủy Bắc kỳ.
Năm 1936, ông là Bí thư chi bộ thứ hai, đảm nhậm nhiệm vụ bảo vệ căn cứ bí mật cho Xứ ủy và cũng trực tiếp tham gia công tác do Xứ ủy giao. Do uy tín nghề giáo của mình, ông vận động được nhiều người dân tin theo cách mạng.
Tháng 8 năm 1941, trên đường đi công tác, ông bị chính quyền thực dân bắt được và đưa về giam ở Hỏa Lò, Hà Nội. Bị tra tấn rất tàn khốc, ông qua đời vào ngày 3 tháng 3 năm 1942, khi mới 33 tuổi.
Tên ông về sau được đặt cho một xã ở Kim Bảng, Hà Nam: xã Nguyễn Úy.